# 戸田光洋
戸田 光洋（とだ みつひろ、1977年9月10日- ）は、宮崎県都城市出身のサッカー指導者、元プロサッカー選手。
現役時代のポジション登録はフォワード（FW）だったが、ミッドフィールダー（MF、サイドハーフ）や、ディフェンダー（DF、サイドバック）も務めた。
元サッカー選手の戸田賢良は実弟。

## 来歴
体育教師で 高校サッカー指導者でもあった 父の影響でサッカーを始める。
都城泉ヶ丘高校在学中には、進学校で無名の同校サッカー部を県内有数の強豪へと押し上げ 宮崎県選抜として2年連続で国体に出場。父のように将来指導者になることを考えて、1996年に筑波大学へ進学。4年時（1999年）には関東大学リーグで優勝、得点王、ベストイレブン、MVPの4冠に輝いた。同年、ユニバーシアード出場。
2000年、Jリーグ・FC東京に入団。ここで大熊清監督から守備意識を叩き込まれたことがその後のサッカー人生につながった。2001年、FWを2トップから1トップへと変更したことに伴い、MF（左サイドハーフ）に配されるようになる。当初はFWへのこだわりを捨てられずにいたが、2002年に就任した原博実監督によって、ポジションの固定観念を捨ててサイドからゴールを狙うスタイルを身に付け、同年J1・1st第8節サンフレッチェ広島戦でハットトリックを記録した。右サイドのMF石川直宏がサイド突破を仕掛けていくのに対し、戸田は左から中、時には右へとピッチを横切る破天荒なダイアゴナルランで相手をかき回し、チーム1のスタミナ と運動量で原が志向するサッカーのシンボル（石川談）として活躍。2003年にはチーム唯一の公式戦全40試合出場を記録した。献身的な守備とチャンスメイクが光る一方、決定力には欠け、原からは「戸田は（1シーズンで）30点くらい取っていてもおかしくない（くらいに多くの決定機を作っていた）よね」と評されていた。
2007年、清水エスパルスへ完全移籍。長谷川健太監督からはスピードとスタミナを活かすためにDF（右サイドバック）として構想され期待を寄せられていたが、このポジションで出場した同年2月の練習試合ロッソ熊本戦で上村健一のスライディングタックルによって 左腓骨を骨折。全治3ヶ月の診断を受け、治療とリハビリによる離脱を強いられた。同年8月のJ1第22節アルビレックス新潟戦で移籍後初出場。第23節横浜FC戦と2戦連続でFWチョジェジンの得点をアシストした。復帰後もコンディション不良は続いており、ボルト除去手術による再離脱 も予定されていたためこの年限りで引退するつもりでいたが、戸田と同じタイミングで清水に加入した西澤明訓から慰留を受け 残留。2008年10月4日、古巣FC東京戦で移籍以来初のFWとしての出場機会を得て、移籍後初得点。この試合は戸田の公式戦出場150試合目のメモリアルマッチでもあり、この試合終了後に現役引退を決意。契約更新の提示を固辞し、2009年2月に引退が発表された。
2009年から立正大学サッカー部コーチに就任。2010年に日本サッカー協会公認B級コーチライセンスを取得。2011年よりJFA公認A級コーチジェネラル養成講習会を受講し、翌2012年にライセンス取得。2014年にはS級ライセンスを取得した。
2015年、ファジアーノ岡山のコーチに就任。

## エピソード
- 戸田のスタミナは高い心肺能力に支えられており、FC東京でトレーナーを務めていた木場克己によれば、戸田の心拍数は35[32]。原からは「戸田が自ら駄目（もう走れない）って言った時は、もう駄目なんだよ[12]」と体力の限界まで走れる精神力も認められていた。
- 大の飛行機嫌いで[33]、アウェーゲームへの遠征ではスタッフから新幹線移動を勧められていた[34]。
- 生放送のラジオ番組にゲストとして招かれたが、大幅に遅刻。しかし自身の大遅刻をネタにラジオパーソナリティにツッコミ返し、爆笑をさらうなど、少々のことでは動じない精神的タフさとユーモアのセンスも持ち合わせている。

## 所属クラブ
- 都城サッカースクール (都城市立上長飯小学校)[16]
- 1990年 - 1992年 都城市立妻ヶ丘中学校[16]
- 1993年 - 1995年 都城泉ヶ丘高校[2]
- 1996年 - 1999年 筑波大学蹴球部[2]
- 2000年 - 2006年  FC東京
  - 2000年8月 - 9月 イパチンガFC (留学)
- 2007年 - 2008年  清水エスパルス

## 個人成績
| 国内大会個人成績 | 国内大会個人成績 | 国内大会個人成績 | 国内大会個人成績 | 国内大会個人成績 | 国内大会個人成績 | 国内大会個人成績 | 国内大会個人成績 | 国内大会個人成績 | 国内大会個人成績 | 国内大会個人成績 | 国内大会個人成績 |
| 年度             | クラブ           | 背番号           | リーグ           | リーグ戦         | リーグ戦         | リーグ杯         | リーグ杯         | オープン杯       | オープン杯       | 期間通算         | 期間通算         |
| 年度             | クラブ           | 背番号           | リーグ           | 出場             | 得点             | 出場             | 得点             | 出場             | 得点             | 出場             | 得点             |
| 日本             | 日本             | 日本             | 日本             | リーグ戦         | リーグ戦         | リーグ杯         | リーグ杯         | 天皇杯           | 天皇杯           | 期間通算         | 期間通算         |
| ---------------- | ---------------- | ---------------- | ---------------- | ---------------- | ---------------- | ---------------- | ---------------- | ---------------- | ---------------- | ---------------- | ---------------- |
| 1996             | 筑波大           |                  | -                | -                | -                | -                | -                | 2                | 1                | 2                | 1                |
| 1998             | 筑波大           |                  | -                | -                | -                | -                | -                | 3                | 5                | 3                | 5                |
| 1999             | 筑波大           | 10               | -                | -                | -                | -                | -                | 1                | 1                | 1                | 1                |
| 2000             | FC東京           | 29               | J1               | 14               | 0                | 0                | 0                | 1                | 0                | 15               | 0                |
| 2001             | FC東京           | 29               | J1               | 12               | 2                | 3                | 0                | 1                | 0                | 16               | 2                |
| 2002             | FC東京           | 13               | J1               | 23               | 4                | 7                | 1                | 0                | 0                | 30               | 5                |
| 2003             | FC東京           | 13               | J1               | 30               | 8                | 8                | 3                | 2                | 0                | 40               | 11               |
| 2004             | FC東京           | 13               | J1               | 22               | 2                | 6                | 1                | 1                | 0                | 29               | 3                |
| 2005             | FC東京           | 13               | J1               | 26               | 3                | 6                | 1                | 0                | 0                | 32               | 4                |
| 2006             | FC東京           | 13               | J1               | 13               | 1                | 3                | 0                | 1                | 0                | 17               | 1                |
| 2007             | 清水             | 11               | J1               | 4                | 0                | 0                | 0                | 0                | 0                | 4                | 0                |
| 2008             | 清水             | 11               | J1               | 8                | 1                | 2                | 0                | 0                | 0                | 10               | 1                |
| 通算             | 日本             | 日本             | J1               | 152              | 21               | 35               | 6                | 6                | 0                | 193              | 27               |
| 通算             | 日本             | 日本             | 他               | -                | -                | -                | -                | 6                | 7                | 6                | 7                |
| 総通算           | 総通算           | 総通算           | 総通算           | 152              | 21               | 35               | 6                | 12               | 7                | 199              | 34               |

- 2000年03月11日：Jリーグ初出場 - J1 1st第1節 vs横浜F・マリノス (横浜国際)[2]
- 2001年04月14日：Jリーグ初得点 - J1 1st第5節 vs浦和レッドダイヤモンズ (駒場)[2]
- 2004年11月20日：Jリーグ100試合出場 - J1 2nd第13節 vsアルビレックス新潟 (新潟)

## 代表歴
- ユニバーシアード日本代表
  - 1999年夏季ユニバーシアード

## 指導歴
- 2009年 - 2014年 立正大学サッカー部コーチ[30]
- 2015年 - 2019年 ファジアーノ岡山コーチ
- 2020年 - 2024年 川崎フロンターレコーチ
- 2025年 - RB大宮アルディージャコーチ

## 出版
- 『試合で大活躍できる! サッカーミッドフィルダー上達のコツ50 コツがわかる本 (監修)』メイツ出版、2010年7月。ISBN 9784780408461。